# Лауринова киселина
Лауриновата киселина (додеканова киселина) е наситена едноосновна мастна киселина, която се съдържа в кокосовото масло. Нейната химична формула е CH3(CH2)10COOH. Тя e основната мастна киселина в палмовото и кокосовото масло и e една от основните съставки на майчиното мляко. Има много силно антимикробно действие.